# Accidente de Compagnie Africaine d'Aviation en 2013
El Accidente de Compagnie Africaine d'Aviation en 2013 fue un servicio de carga con Fokker 50 operado para esa aerolínea que se estrelló durante una aproximación con mala meteorología al Aeropuerto de Goma, en la República Democrática del Congo, el 4 de marzo de 2013. Había nueve ocupantes a bordo del avón; seis perecieron en el accidente. No se registraron muertes en tierra, pese a que el avión se estrelló en una zona muy poblada de la ciudad de Goma.

## Avión

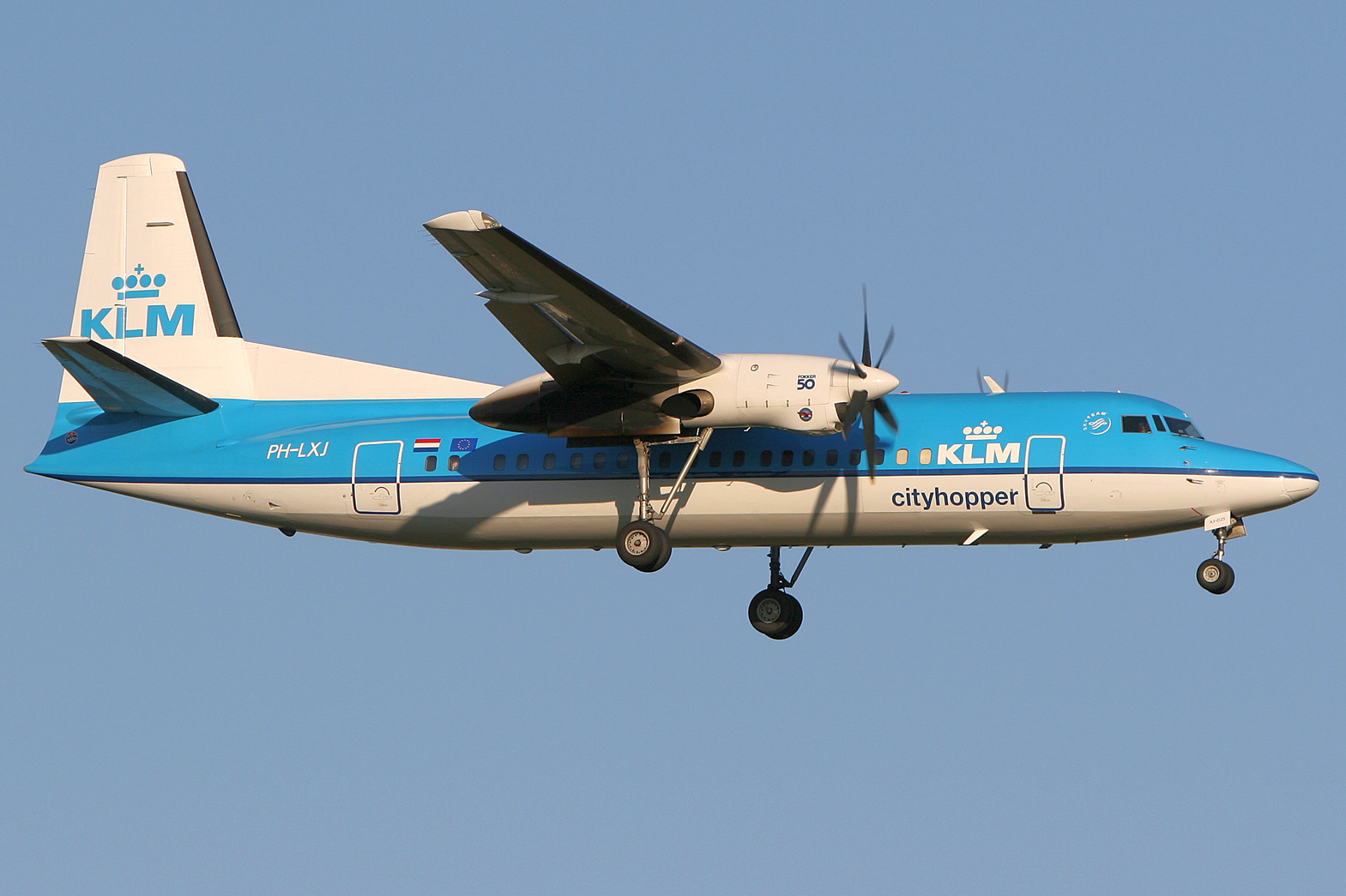
El avión implicado en el accidente visto en aproximación al Aeropuerto de Ámsterdam Schiphol en 2006 portando la librea de KLM Cityhopper; antes de ser registrado como 9Q-CBD en marzo de 2010.

El avión implicado en el accidente era un Fokker 50 bimotor turbohélice, registro 9Q-CBD, que estaba impulsado por dos plantas motorasPWC PW125B y qu efectuó su vuelo inaugural el 9 de diciembre de 1992 con registro PH-LXJ. Portando el número de serie 20270, fue entregado a Air UK el 28 de octubre de 1994 y recibió el registro G-UKTE. Este registro se mantuvo después de que volviese a ser pintado de Air UK a KLM uk en enero de 1998. KLM Cityhopper retiró el avión con registro PH-LXJ en marzo de 2010, y fue devuelto al arrendador en 2010. En marzo del mismo año, recibió el nuevo registro 9Q-CBD y fue entregado a Compagnie Africaine d'Aviation, que fue su último operador. El avión tenía diez años en el momento del accidente.

## Accidente
El avión estaba a dos minutos de aterrizar en el aeropuerto de la ciudad, en un servicio de carga procedente del Aeropuerto de Lodja, a 640 km al oeste del aeropuerto de destino. A las 17:55 hora local, el avión impactó en un solar vacío, en lugar de hacerlo sobre una zona densamente poblada. No se produjo llamada de emergencia antes del accidente.
Había nueve ocupantes a bordo del avión, incluyendo a seis empleados de la aerolínea —una tripulación de cinco personas y un guardia de seguridad— y tres pasajeros. Los seis empleados perecieron en el accidente. Exceptuando al piloto, un ruso de 46 años llamado Alexander Bazhenov, los fallecidos eran todos de nacionalidad congoleña. El cónsul ruso en la República Democrática del Congo confirmó que había un ruso a bordo. En los primeros momentos se hablo de 30-50 fallecidos.

## Consecuencias
Tras el accidente, el Ministerio de Transporte de la República Democrática del Congo anunció una revaluación de todas las licencias de operador aéreo otorgadas en el país a aquellas aerolíneas que están sujetas a limitaciones en la Unión Europea.